# Mistrzostwa Azji w Lekkoatletyce 2007
17. Mistrzostwa Azji w Lekkoatletyce – zawody lekkoatletyczne, które odbyły się między 25 a 29 lipca 2007 roku na Amman International Stadium w Ammanie. Pierwotnie planowano rozegranie mistrzostw w Libanie, jednak w związku z zamieszkami w tym kraju impreza została przeniesiona do Jordanii. Największym wydarzeniem mistrzostw był rekord Azji w biegu na 100 metrów Katarczyka Samuela Francisa. Wśród lekkoatletek, największą gwiazdą okazała się lankijska sprinterka Susanthika Jayasinghe, która zdobyła dwa złote medale.

## Rezultaty

### Mężczyźni
| Konkurencja           | Złoto                                                                                               | Złoto      | Srebro                                                                                    | Srebro     | Brąz                                                                   | Brąz       |
| --------------------- | --------------------------------------------------------------------------------------------------- | ---------- | ----------------------------------------------------------------------------------------- | ---------- | ---------------------------------------------------------------------- | ---------- |
| 100 m                 | Samuel A. Francis · Katar                                                                           | 9.99 AR    | Masahide Ueno · Japonia                                                                   | 10.26      | Alwaleed Abdullah · Katar                                              | 10.30      |
| 200 m                 | Kenji Fujimitsu · Japonia                                                                           | 20.85      | Alwaleed Abdullah · Katar                                                                 | 20.98      | Khalil Hahanahneh · Jordania                                           | 21.03      |
| 400 m                 | Prasanna Sampath Amarasekara · Sri Lanka                                                            | 46.71      | Reza Bouazar · Iran                                                                       | 46.90      | Mohammad Akefian · Iran                                                | 46.93      |
| 800 m                 | Mohammed Obeid Al-Salhi · Arabia Saudyjska                                                          | 1:51.73    | Sajjad Moradi · Iran                                                                      | 1:52.22    | Abubaker Ali Kamal · Katar                                             | 1:52.22    |
| 1500 m                | Mohammed Othman Shaween · Arabia Saudyjska                                                          | 3:46.85    | Sajjad Moradi · Iran                                                                      | 3:47.01    | Abubaker Ali Kamal · Katar                                             | 3:47.22    |
| 5000 m                | Felix Kikwai Kibore · Katar                                                                         | 14:07.12   | Abdullah Ahmad Hassan · Katar                                                             | 14:08.66   | Abedeen Isa Ishaq · Bahrajn                                            | 14:18.47   |
| 10000 m               | Abdullah Ahmad Hassan · Katar                                                                       | 29:45.95   | Sedam Ali Dawoud · Katar                                                                  | 29:58.33   | Hassan Mahboob Ali · Bahrajn                                           | 30:05.12   |
| 3000 m z przeszkodami | Ali Ahmad Ali-Amri · Arabia Saudyjska                                                               | 8:40.25    | Zakaria Kameel Ali · Katar                                                                | 8:40.49    | Mustafa Ahmed Shebto · Katar                                           | 8:47.99    |
| 110 m przez płotki    | Tasuku Tanonaka · Japonia                                                                           | 13.51      | Mohammed Essa Al-Thawadi · Katar                                                          | 13.55      | Wu Youjia · Chiny                                                      | 13.68      |
| 400 m przez płotki    | Yevgeniy Meleshenko · Kazachstan                                                                    | 50.01      | Yosuke Tsushima · Japonia                                                                 | 50.14      | Joseph Abraham · Indie                                                 | 50.28      |
| Chód na 20 km         | Cui Zhide · Chiny                                                                                   | 1:30:21.30 | Shin Il-yong · Korea Południowa                                                           | 1:31:33.42 | Rustom Kuwalov · Kazachstan                                            | 1:32:37.56 |
| Sztafeta 4 x 100      | Tajlandia · Taweesak Pooltong, · Wachara Sondee, · Sompote Suwannarangsri, · Sittichai Suwonprateep | 39.34      | Katar · Saad Al-Shahwani, · Samuel A. Francis, · Areef Ibrahim Badar, · Alwaleed Abdullah | 39.64      | Chiny · Wen Yongti, · Cao Jian, · Zhang Yuan, · Liang Jiahong          | 39.71      |
| Sztafeta 4 x 400      | Arabia Saudyjska · I.Y. Younas, · Mohammed Shaween, · Ismail Al-Sabani, · Mohammed Obeid Al-Salhi   | 3:05.96    | Sri Lanka · Dulan Priyasu, · Rohitha Pusup, · Shivant Weerasuriya, · Asnaka Jayas         | 3:07.29    | Indie · Sarish Paul, · Joseph Abraham, · Mortaja Shake, · K. M. Mathew | 3:07.94    |
| Skok wzwyż            | Lee Hup Wei · Malezja                                                                               | 2.24       | Jean-Claude Rabbath · Liban                                                               | 2.21       | Satoru Kubota · Japonia                                                | 2.21       |
| Skok o tyczce         | Mohammad Mohsen Rabbani · Iran                                                                      | 5.35       | Kim Do-kyun · Korea Południowa                                                            | 5.25       | Suzuki Takafumi · Japonia                                              | 5.10       |
| Skok w dal            | Mohammed Salman Al-Khuwailidi · Arabia Saudyjska                                                    | 8.16w      | Saleh Al Haddad · Kuwejt                                                                  | 8.05w      | Li Runrun · Chiny                                                      | 7.84w      |
| Trójskok              | Renjith Maheswary · Indie                                                                           | 17.19w     | Kim Deok-hyeon · Korea Południowa                                                         | 17.00      | Bibu Mathew · Indie                                                    | 16.64w     |
| Pchnięcie kulą        | Navpreet Singh · Indie                                                                              | 19.70      | Chang Ming-huang · Chińskie Tajpej                                                        | 19.66      | Khalid Habash Al-Suwaidi · Katar                                       | 19.51      |
| Rzut dyskiem          | Ehsan Haddadi · Iran                                                                                | 65.38 CR   | Rashid Shafi Al-Dosari · Katar                                                            | 63.49      | Abbas Samimi · Iran                                                    | 61.29      |
| rzut młotem           | Ali Mohammed Al-Zinkawi · Kuwejt                                                                    | 75.71      | Dilshod Nazarov · Tadżykistan                                                             | 75.70      | Hiroaki Doi · Japonia                                                  | 70.74      |
| Rzut oszczepem        | Chen Qi · Chiny                                                                                     | 78.07      | Park Jae-myong · Korea Południowa                                                         | 75.77      | Jung Sang-jin · Korea Południowa                                       | 70.95      |
| Dziesięciobój         | Ahmed Hassan Moussa · Katar                                                                         | 7678       | Hadi Sepehrzad · Iran                                                                     | 7667       | Pavel Andreev · Uzbekistan                                             | 7484       |

### Kobiety
| Konkurencja           | Złoto                                                                                        | Złoto     | Srebro                                                                         | Srebro    | Brąz                                                                                            | Brąz      |
| --------------------- | -------------------------------------------------------------------------------------------- | --------- | ------------------------------------------------------------------------------ | --------- | ----------------------------------------------------------------------------------------------- | --------- |
| 100 m                 | Susanthika Jayasinghe · Sri Lanka                                                            | 11.19w    | Vũ Thị Hương · Wietnam                                                         | 11.33w    | Zou Yingting · Chiny                                                                            | 11.54w    |
| 200 m                 | Susanthika Jayasinghe · Sri Lanka                                                            | 22.99     | Sujani Budhika · Sri Lanka                                                     | 23.28     | Vũ Thị Hương · Wietnam                                                                          | 23.30     |
| 400 m                 | Chitra Soman · Indie                                                                         | 53.01     | Asami Tanno · Japonia                                                          | 53.20     | Menaka Wickramasinghe · Sri Lanka                                                               | 54.11     |
| 800 m                 | Trương Thanh Hằng · Wietnam                                                                  | 2:04.77   | Sinimole Paulose · Indie                                                       | 2:06.15   | Jinouchi Ayako · Japonia                                                                        | 2:08.75   |
| 1500 m                | Sinimole Paulose · Indie                                                                     | 4:12.69   | Sara Bekheet · Bahrajn                                                         | 4:26.21   | Trương Thanh Hằng · Wietnam                                                                     | 4:26.77   |
| 5000 m                | Kareema Saleh Jasim · Bahrajn                                                                | 16:40.87  | Preeja Sreedharan · Indie                                                      | 16:56.16  | Kim Mi-gyong · Korea Północna                                                                   | 18:21.32  |
| 10000 m               | Kareema Saleh Jasim · Bahrajn                                                                | 34:26.39  | Preeja Sreedharan · Indie                                                      | 36:04.54  | Kim Mi-gyong · Korea Północna                                                                   | 38:29.90  |
| 100 m przez płotki    | Mami Ishino · Japonia                                                                        | 13.26     | He Liyuan · Chiny                                                              | 13.31     | Lee Yeon-kyoung · Korea Południowa                                                              | 13.50     |
| 400 m przez płotki    | Satomi Kubokura · Japonia                                                                    | 56.74     | Ruan Zhuofen · Chiny                                                           | 57.63     | Galina Pdean · Kirgistan                                                                        | 59.13     |
| 3000 m z przeszkodami | Zhao Yanni · Chiny                                                                           | 10:48.18  | Marwan Bara'h · Jordania                                                       | 12:03.04  | Leila Ebrahimi · Iran                                                                           | 12:14.40  |
| Chód na 20 km         | Jiang Qiuyan · Chiny                                                                         | 1:36:15.9 | Bai Yanmin · Chiny                                                             | 1:38:09.6 | Svetlana Tolstaya · Kazachstan                                                                  | 1:41:53.0 |
| Sztafeta 4 x 100      | Tajlandia · Sangwan Jaksunin, · Supavadee Khawpeag, · Jutama Tawoncharoen, · Nongnuch Sanrat | 44.31     | Japonia · Tomako Ishida, · Momoko Takahashi, · Sakie Nobuoka, · Saori Kitakaze | 45.06     | Chińskie Tajpej · Lin Wen-wen, · Lin Yi-chun, · Chen Shu-chuan, · Li Chen-yi-ru                 | 46.48     |
| Sztafeta 4 x 400      | Indie · Mandeep Kaur, · Manjeet Kaur, · Sini Jose, · Chitra Kulathummuriyil                  | 3:33.39   | Japonia · Sayaka Aoki, · Satomi Kubokura, · Natsumi Watanabe, · Asami Tanno    | 3:33.82   | Kazachstan · Tatyana Khajimuradova, · Margarita Matsko, · Anna Gavryushenko, · Marina Maslyonko | 3:50.81   |
| Skok wzwyż            | Tatyana Efimenko · Kirgistan                                                                 | 1.94 =CR  | Jekaterina Jewsejewa · Kazachstan                                              | 1.91      | Anna Ustinova · Kazachstan                                                                      | 1.91      |
| Skok o tyczce         | Rosalinda Samsu · Malezja                                                                    | 4.20      | Rachel Yang Bingjie · Singapur                                                 | 3.50      |                                                                                                 |           |
| Skok w dal            | Olga Rypakova · Kazachstan                                                                   | 6.66w     | Anju Bobby George · Indie                                                      | 6.65w     | Jung Soon-ok · Korea Południowa                                                                 | 6.60w     |
| Trójskok              | Olga Rypakova · Kazachstan                                                                   | 14.69 CR  | Sha Li · Chiny                                                                 | 14.03w    | Irina Litvinenko · Kazachstan                                                                   | 13.80w    |
| Pchnięcie kulą        | Liu Xiangruong · Chiny                                                                       | 17.65     | Lee Mi-young · Korea Południowa                                                | 16.58     | Lin Chiya-yin · Chińskie Tajpej                                                                 | 16.46     |
| Rzut dyskiem          | Xu Shaoyang · Chiny                                                                          | 61.30     | Li Yanfeng · Chiny                                                             | 61.13     | Krishna Poonia · Indie                                                                          | 55.38     |
| Rzut młotem           | Liao Xiaoyan · Chiny                                                                         | 60.58     | Kang Na-ru · Korea Południowa                                                  | 57.38     | Huang Chie-feng · Chińskie Tajpej                                                               | 55.37     |
| Rzut oszczepem        | Buoban Phamang · Tajlandia                                                                   | 58.35     | Kim Kyong-ae · Korea Południowa                                                | 53.01     | Nadeeka Lakmali · Sri Lanka                                                                     | 52.59     |
| Siedmiobój            | Irina Naumenko · Kazachstan                                                                  | 5617      | J. J. Shobha · Indie                                                           | 5356      | Sushmita Singha Roy · Indie                                                                     | 5154      |

## Klasyfikacja medalowa
| Klasyfikacja medalowa | Klasyfikacja medalowa | Klasyfikacja medalowa | Klasyfikacja medalowa | Klasyfikacja medalowa | Klasyfikacja medalowa |
| --------------------- | --------------------- | --------------------- | --------------------- | --------------------- | --------------------- |
| Miejsce               | Kraj                  | Złoto                 | Srebro                | Brąz                  | Razem                 |
| 1.                    | Chiny                 | 7                     | 5                     | 4                     | 16                    |
| 2.                    | Indie                 | 5                     | 5                     | 5                     | 15                    |
| 3.                    | Arabia Saudyjska      | 5                     | 0                     | 0                     | 5                     |
| 4.                    | Katar                 | 4                     | 7                     | 5                     | 16                    |
| 5.                    | Japonia               | 4                     | 5                     | 4                     | 13                    |
| 6.                    | Kazachstan            | 4                     | 1                     | 5                     | 10                    |
| 7.                    | Sri Lanka             | 3                     | 2                     | 2                     | 7                     |
| 8.                    | Tajlandia             | 3                     | 0                     | 0                     | 3                     |
| 9.                    | Iran                  | 2                     | 4                     | 3                     | 9                     |
| 10.                   | Bahrajn               | 2                     | 1                     | 2                     | 5                     |
| 11.                   | Malezja               | 2                     | 0                     | 0                     | 2                     |
| 12.                   | Wietnam               | 1                     | 1                     | 2                     | 4                     |
| 13.                   | Kuwejt                | 1                     | 1                     | 0                     | 2                     |
| 14.                   | Kirgistan             | 1                     | 0                     | 1                     | 2                     |
| 15.                   | Korea Południowa      | 0                     | 7                     | 3                     | 10                    |
| 16.                   | Chińskie Tajpej       | 0                     | 1                     | 3                     | 4                     |
| 17.                   | Jordania              | 0                     | 1                     | 1                     | 2                     |
| 18.                   | Liban                 | 0                     | 1                     | 0                     | 1                     |
| 18.                   | Tadżykistan           | 0                     | 1                     | 0                     | 1                     |
| 18.                   | Singapur              | 0                     | 1                     | 0                     | 1                     |
| 21.                   | Korea Północna        | 0                     | 0                     | 2                     | 2                     |
| 22.                   | Uzbekistan            | 0                     | 0                     | 1                     | 1                     |